# Ne vois-tu pas ?
Chansons représentant la Suisse au Concours Eurovision de la chanson
Non, à jamais sans toi
(1965) Quel cœur vas-tu briser ?
(1967)
Singles de Madeleine Pascal
Ma chanson d'amour
(1965) J'ai choisi la liberté
(1966)
Ne vois-tu pas ? est une chanson interprétée par la chanteuse française Madeleine Pascal, sortie en 45 tours et super 45 tours en 1966. C'est la chanson représentant la Suisse au Concours Eurovision de la chanson 1966.

## À l'Eurovision
Ne vois-tu pas ? est la chanson ayant été sélectionnée pour représenter la Suisse au Concours Eurovision de la chanson 1966 le 5 mars à Luxembourg.
La chanson est intégralement interprétée en français, l'une des langues officielles de la Suisse, comme l'impose la règle de 1966 à 1972. L'orchestre est dirigé par Jean Roderès.
Ne vois-tu pas ? est la douzième chanson interprétée lors de la soirée du concours, suivant Yo soy aquél de Raphael pour l'Espagne et précédant Bien plus fort de Téréza pour Monaco.
À l'issue du vote, elle obtient 12 points et se classe 6e sur 18 chansons,.

## Liste des titres
| A1. | Ne vois-tu pas ?             | Pierre Brenner, Roland Schweizer             | 2:30 |
| A2. | François                     | Jacques Pezet, Jean-Michel Arnaud            | 2:30 |
| B1. | Aux amoureux du monde        | Colette Mansard, Jacques Demarny             | 2:45 |
| B2. | Le jour où il va m'embrasser | Jacques Datin, Jacques Pezet, Michèle Arnaud | 1:50 |

## Historique de sortie
| Pays ou région | Date | Format                   | Label     |
| -------------- | ---- | ------------------------ | --------- |
| France,        | 1966 | super 45 tours, 45 tours | CBS       |
| Canada         | 1966 | 45 tours                 | Columbia  |
| Espagne        | 1966 | 45 tours                 | Discophon |
| Portugal       | 1966 | super 45 tours           | CBS       |
| Scandinavie    | 1966 | 45 tours                 | CBS       |